# Piper aequale
Piper aequale là một loài thực vật có hoa trong họ Hồ tiêu. Loài này được Vahl miêu tả khoa học đầu tiên năm 1797.